# Pilstulpe

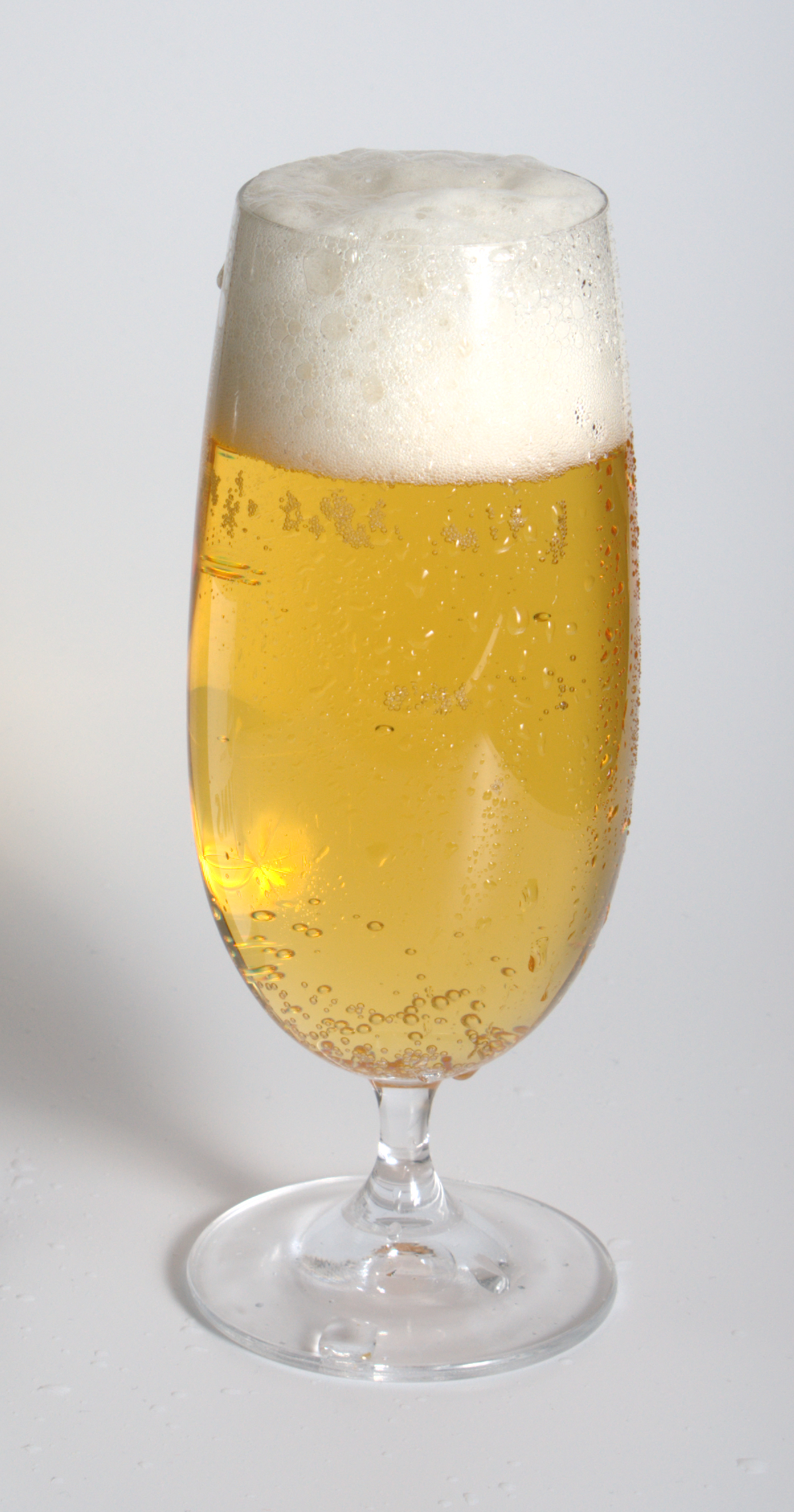
Pilstulpe

Die Pilstulpe ist das traditionelle Bierglas, aus dem das Pils getrunken wird. Sie existiert in verschiedenen Größen ab 0,2 Liter. Weit verbreitet sind Pilstulpen für 0,3 Liter, seltener 0,5 l. Sie besitzt einen Fuß ähnlich dem eines Weinglases, das Glas selbst beginnt unten schmal, wobei es entweder nach oben hin immer weiter wird oder sich kurz über der Mitte wieder verjüngt. 
In der Gastronomie wird üblicherweise um den Stiel des Glases ein gestanzter Kragen aus dünnem Saugpapier, das Pilsdeckchen, gelegt.
An die Form einer Pilstulpe angelehnt war die Form des Brauereihochhauses Astra-Turm.